# 神栖市文化・スポーツ振興公社
公益財団法人神栖市文化・スポーツ振興公社（こうえきざいだんほうじん　かみすしぶんか・すぽーつしんこうこうしゃ）は、茨城県神栖市内の文化施設及び運動施設の管理運営をしている公益財団法人である。

## 管理施設
- 神栖市武道館
- 神之池庭球場
- 神之池野球場
- 神栖市民体育館
- 神栖海浜温水プール
- 波崎体育館
- 土合体育館
- 若松運動場
- 神栖市文化センター